# Oxybelis wilsoni
Oxybelis wilsoni är en ormart som beskrevs av Villa och Mccranie 1995. Oxybelis wilsoni ingår i släktet Oxybelis och familjen snokar. Inga underarter finns listade i Catalogue of Life.
Denna orm förekommer endemisk på ön Roatán som tillhör Honduras. Habitatet utgörs av fuktiga tropiska skogar och av buskskogar nära kusten. Individerna är dagaktiva och de klättrar i växtligheten. Honor lägger ägg.
Beståndet hotas av skogsröjningar. Utbredningsområdet är inte större än 130 km². IUCN listar arten som starkt hotad (EN).